# Parque regional municipal Actún Kan
El Parque regional municipal Actún Kan o cuevas de Actún Kan es un parque ubicado en Santa Elena de La Cruz, localidad de la cabecera departamental de Petén, en el norte de Guatemala. Se conforma por varios cerros cubiertos de bosque, debajo de los cuales se encuentra una red extensa de grutas o cavernas. Se encuentran muy cerca de la isla de Flores y fueron descubiertas por cazadores, alrededor del año 1920.[cita requerida]
Como todas las cavernas o cuevas, han tenido una importancia mística-religiosa para los mayas, quienes durante ciertas épocas del año acudían a realizar ritos o celebraciones.[cita requerida]
Una parte de su laberinto de formaciones subterráneas está iluminado para beneficio del turismo. Su mayor atractivo son las formaciones de estalagmitas y estalactitas, ya bautizadas con nombres curiosos de las formas que representan, por ejemplo: "La pata del Elefante", "La Virgen de la Gruta" y "El Dios de la Lluvia", entre muchas otras. Según la tradición oral de los habitantes de la región, las grutas estuvieron sumergidas en el fondo del mar, pero luego las aguas se retiraron y surgieron las cuevas.[cita requerida]

## Etimología
Su nombre significa, en maya, «roca de la serpiente» o «cueva de serpientes». En la entrada se puede observar un mapa de las cuevas, en donde se refleja el diseño de una serpiente.

## Flora y fauna
Se pueden observar cientos de murciélagos colgando entre las estalactitas y estalagmitas de colores, que han formado diseños a lo largo del recorrido. En la parte exterior, se puede observar diferentes árboles los cuales han sido identificados cada uno con su nombre. 

## Geografía
La entrada principal a las cuevas es la que está en Santa Elena de la Cruz, pero las grutas también tiene una boca en el municipio de San Benito. Dentro de las cuevas se puede caminar casi un kilómetro a través de senderos con iluminación, aunque la extensión de los mismos llega hasta 2.5 km de largo.[cita requerida]

## Galería
|                                   |
| Una de las entradas a las cuevas. |

|                                   |
| Mapa de las cuevas y sus nombres. |

|                                         |
| Estalactitas en el techo de las cuevas. |

|                                                    |
| Un murciélago posado sobre el techo de las cuevas. |